# Acremonium miyakoense
Acremonium miyakoense är en svampart som beskrevs av Matsush. 1985. Acremonium miyakoense ingår i släktet Acremonium, ordningen köttkärnsvampar, klassen Sordariomycetes, divisionen sporsäcksvampar och riket svampar.   Inga underarter finns listade i Catalogue of Life.